# Mitrophora
Mitrophora är ett släkte av svampar. Mitrophora ingår i familjen Morchellaceae, ordningen skålsvampar, klassen Pezizomycetes, divisionen sporsäcksvampar och riket svampar.